# Isoanala
Isoanala is een plaats en commune in het zuiden van Madagaskar, behorend tot het district Betroka, dat gelegen is in de regio Anosy. Tijdens een volkstelling in 2001 telde de plaats 17.370 inwoners.
De plaats biedt alleen lager onderwijs en beperkt middelbaar onderwijs aan. 49% van de bevolking werkt er als landbouwer, 48% houdt zich bezig met veeteelt en 1% verdient zijn brood als visser. Het belangrijkste landbouwproduct is rijst, andere belangrijke producten zijn pinda's en maniok. Verder is 1% actief in de dienstensector en heeft 1% een baan in de industrie.